# Comuna Răchiți, Botoșani
Răchiți este o comună în județul Botoșani, Moldova, România, formată din satele Cișmea, Costești, Răchiți (reședința) și Roșiori. Denumirea satului de reședință vine de la răchitele bătrâne ce au crescut pe malul unui iaz ce a fost pe vremuri lângă sat. Se află așezat în partea de nord–est a municipiului Botoșani, la o distanță de 3 km de acesta.

## Istorie
Comuna Răchiți a luat ființă în anul 1864 odată cu primele comune din țara noastră și cu înființarea județelor, cea dintâi împărțire administrativ-modernă realizată în locul vechii împărțiri administrative feudale. Comuna Răchiți purta denumirea de comuna Popăuți și avea reședința la Mănăstirea Popăuți situată la nord-est. În curtea mănăstirii se afla și sediul primăriei.
De-a lungul anilor, diferitele reforme administrative au schimbat atât denumirea, cât și componența satelor comunei.
Vechea comună era compusă din satele: Luizoaia, Cișmea, Răchiți, Teasc și Roșiori. Mai târziu, în anul 1879, prin trecerea satului Luizoaia în componența orașului Botoșani, reședința se mută la Răchiți, purtând aceeași denumire de comuna Popăuți și cuprinzând satele: Răchiți, Cișmea, Teasc și Roșiori. În anul 1906 la comună se alipește și satul Costești.
În anul 1942 comuna avea următoarea componență: Răchiți, Cișmea, Costești Roșiori, Stăuceni și Tulbureni. În această formație rămâne până la 1 ianuarie 1956 când satele Stăuceni și Tulbureni se desprind și rămân la comuna Răchiți numai satele: Cișmea, Costești, Roșiori și Răchiți.
În anul 1968 după ultima împărțire administrativă, comuna Răchiți rămâne cu aceeași componență.

## Economie
În comuna Răchiți, agricultura concentrează cea mai mare parte a forței de muncă și, din acest punct de vedere, a constituit un sector preponderent în structura economică și socială a comunei. Structura solului permite culturi variate, ponderea deținând-o cerealele păioase, porumbul, cartoful, sfecla de zahăr, legumele și floarea soarelui. Locuitorii comunei își păstrează tradiția de crescători de animale, efectivele menținându-se la un nivel ridicat.
Pe teritoriul comunei funcționează 48 societăți cu capital privat:
- Societăți pentru creșterea și valorificarea păsărilor
- Microfabrică de ulei
- Fabrică de cărămidă
- Prestări servicii-tâmplărie, construcții, construcții metalice, confecții, prelucrarea alcoolului, prelucrarea cărnii
- Fermă piscicolă

Mai funcționează o societate agricolă cu personalitate juridică.

## Transport
Comuna Răchiți dispune de 108 km străzi și ulițe și 196 km drumuri comunale care sunt pietruite în marea lor majoritate. Situată la doar 3 km de municipiul Botoșani, comuna Răchiți are avantajul că este străbătută de DN 28 care face legătura cu Botoșani-Săveni; DJ care face legătura cu Botoșani-Nicșeni. Acest lucru face posibil transportul de persoane și mărfuri cu mijloace auto în condiții de confort și civilizație.

## Personalități
- Narcis Crețulescu (1835 - 1913), episcop;
- Iacob Iacobovici (1879 - 1959), medic chirurg.
- Petru M. Șuster (1896 – 1954), primul profesor universitar de biologie generală de la Universitatea „Alexandru Ioan Cuza” din Iași;
- Victor Babiuc (n. 1938), om politic, fost ministru al Apărării, deputat, profesor universitar.
- Gheorghe Atudoroaie (n. 1947), ofițer de Securitate, general, om de afaceri.

## Demografie
Componența etnică a comunei Răchiți
     Români (94,9%)
     Alte etnii (0,13%)
     Necunoscută (4,97%)
Componența confesională a comunei Răchiți
     Ortodocși (88,16%)
     Penticostali (5,62%)
     Alte religii (1,11%)
     Necunoscută (5,1%)
Conform recensământului efectuat în 2021, populația comunei Răchiți se ridică la 5.212 locuitori, în creștere față de recensământul anterior din 2011, când fuseseră înregistrați 4.443 de locuitori. Majoritatea locuitorilor sunt români (94,9%), iar pentru 4,97% nu se cunoaște apartenența etnică. Din punct de vedere confesional, majoritatea locuitorilor sunt ortodocși (88,16%), cu o minoritate de penticostali (5,62%), iar pentru 5,1% nu se cunoaște apartenența confesională.

## Politică și administrație
Comuna Răchiți este administrată de un primar și un consiliu local compus din 15 consilieri. Primarul, Florin-Dan Bulgaru[*], de la Partidul Național Liberal, este în funcție din 2016. Începând cu alegerile locale din 2024, consiliul local are următoarea componență pe partide politice:
|  | Partid                          | Consilieri | Componența Consiliului | Componența Consiliului | Componența Consiliului | Componența Consiliului | Componența Consiliului | Componența Consiliului | Componența Consiliului | Componența Consiliului | Componența Consiliului |
|  | ------------------------------- | ---------- | ---------------------- | ---------------------- | ---------------------- | ---------------------- | ---------------------- | ---------------------- | ---------------------- | ---------------------- | ---------------------- |
|  | Partidul Național Liberal       | 9          |                        |                        |                        |                        |                        |                        |                        |                        |                        |
|  | Partidul Social Democrat        | 4          |                        |                        |                        |                        |                        |                        |                        |                        |                        |
|  | Alianța pentru Unirea Românilor | 1          |                        |                        |                        |                        |                        |                        |                        |                        |                        |
|  | Partidul PRO România            | 1          |                        |                        |                        |                        |                        |                        |                        |                        |                        |